# Sedum sediforme

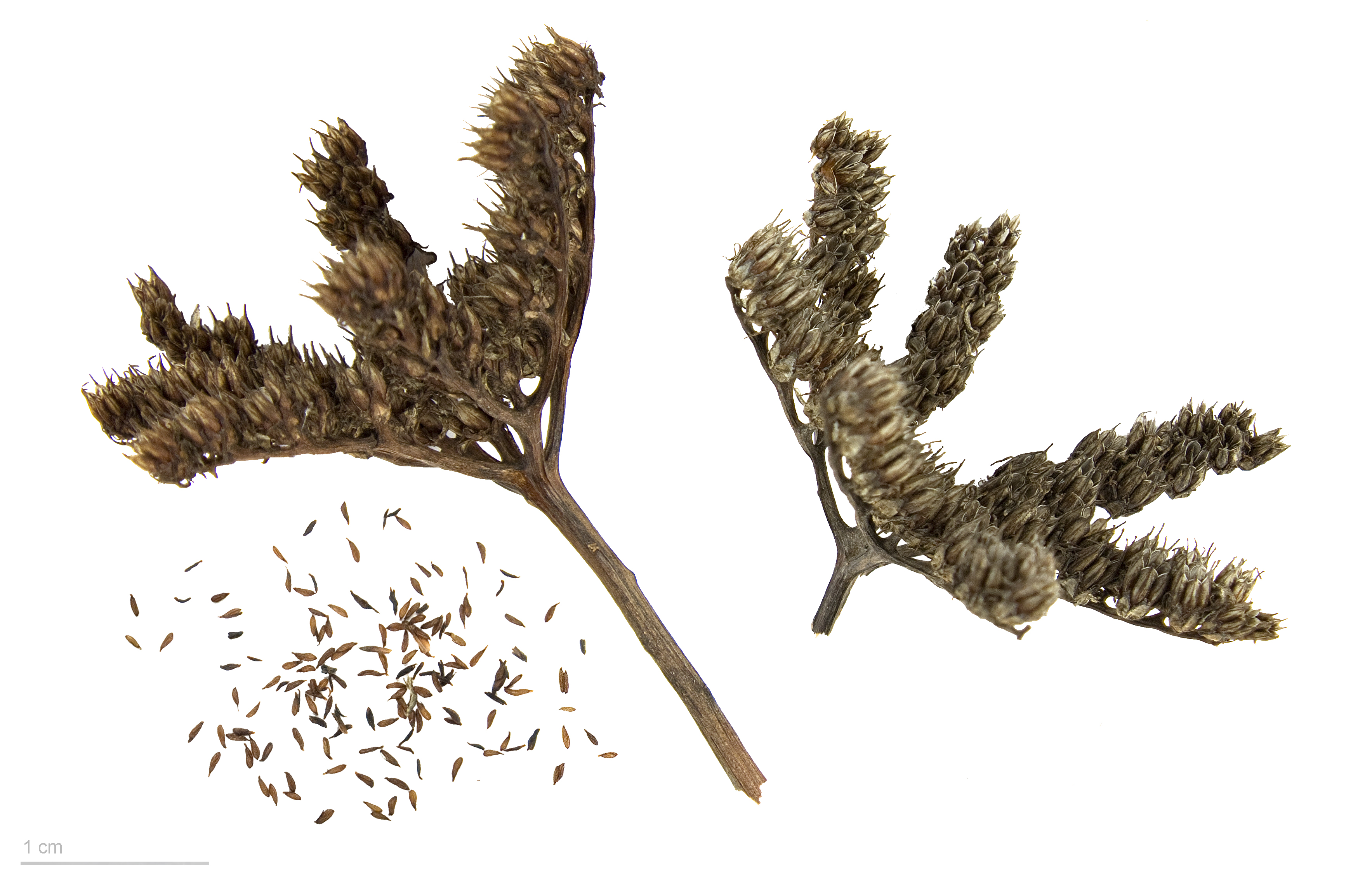
Sedum sediforme

Sedum sediforme là một loài thực vật có hoa trong họ Crassulaceae. Loài này được (Jacq.) Pau miêu tả khoa học đầu tiên năm 1909.